# Херст, Артур Фредерик
Артур Фредерик Херст (англ. Arthur Frederick Hurst, также Arthur Frederick Hertz, 23 июля 1879, Брадфорд — 17 августа 1944, Бирмингем, Уорикшир) — британский врач, соучредитель Британского общества гастроэнтерологии. Ежегодная лекция общества названа в его честь.
Артур Фредерик Герц родился в Брадфорде в семье Фанни Мэри и Уильяма Мартина Герца, торговца немецко-еврейского происхождения. В 1916 году Герц изменил написание своей фамилии на Херст. Он учился в Брадфордской гимназии и Манчестерской гимназии, а в 1904 году окончил колледж Магдалины в Оксфорде. В 1906 году он присоединился к персоналу больницы Гая и открыл собственную частную практику, а затем отправился на службу в качестве врача-консультанта в Салониках во время Первой мировой войны. С 1916 по 1918 год Херст возглавлял неврологическое отделение в больнице Нетли. В том же году колледж Сил-Хейн был перепрофилирован в военный госпиталь. Херст переехал туда, чтобы помогать в лечении контузии, и работал в больнице Нетли до 1919 года. После войны Херст перенёс свою частную практику в Виндзор и вышел на пенсию в 1939 году. Выйдя на пенсию, Херст стал врачом-консультантом и входил в совет управляющих больницы Гая. Херст был посвящён в рыцари в 1937 году, через шесть лет после своего старшего брата Джеральда Беркли Херста. Он умер в Бирмингеме в 1944 году в возрасте 65 лет.
Херст был женат на новозеландке Кушле Харриетт Риддифорд с 2 октября 1912 года до своей смерти 17 августа 1944 года. У них было трое детей: сын и две дочери.